# Koxbox
Koxbox jest Duńską grupą muzyczną utworzoną w 1990 roku grająca psychedelic trance. W skład niej wchodzili Peter Candy i Frank É Madsen. Ian Ion, ich producent muzyczny, również był czasami wymieniany jako członek grupy.

## Historia
Po wydaniu kilku singli grupa została zauważona przez DJ-a Svena Vätha i wkrótce wydali swój pierwszy album Forever After (wytwórnia Harthouse). W późniejszym czasie zespół wydał dwa albumy: Dragon Tales, i The Great Unknown. W 1998 Peter Candy opuścił Koxbox.
Oznaczało to koniec oryginalnego składu Koxbox, ale Frank É Madsen i Ian Ion nadal kontynuowali produkcję. Już w 1997 zmienili oni nazwę swojego zespołu Psychopod na Saiko-Pod, przyjmując nieco inny styl (wolniejszy i bardziej funky). W 2006 roku, sześć lat po wydaniu The Great Unknown, Koxbox powrócili z U-Turn, wydaną przez Twisted Records. Ich najnowszy album nagrany był przy współpracy bardzo znanych artystów muzyki psychodelicznej jak Joie Hinton i Merv Pepler (Eat Static, Ozric Tentacles), Frederic Holyszewski (Deedrah, Dado, Cypher, Transwave) i Serge Souque (Total Eclipse).

## Muzyka
The Koxbox zdobyła sporą popularność na scenie psytrance. Ich muzyka była wyjątkowej jakości i znacząco różniła się od większości ówczesnych zespołów. Używali oni innowacyjnych dźwięków, które nadawały ich twórczości wyjątkowy charakter. Preferowali bogate, melodyczne dźwięki, które były bardzo cenione w czasach kiedy Goa była najpopularniejszym stylem psychedelic trance.
Ich utwory zostały zremiksowane między innymi przez Juno Reactor i Slinky Wizard.
Utwory Fuel On, Ambivalentino, i Midnight Till The End pojawiły się w duńskim filmie Pusher. Ten ostatni utwór został specjalnie wyprodukowany do wykorzystania w filmie.

## Dyskografia

### Albumy
- Forever After Double Vinyl & CD album (1995, Harthouse)
- Dragon Tales Double Vinyl & CD album (1997, Blue Room Released)
- The Great Unknown Triple Vinyl & CD album (2000, Liquid Audio Soundz / Global Trance Network)
- U-Turn CD album (2006, Twisted Records)

### Utwory/EP'ki
- Acid Vol. 3 & Birdy 12" Vinyl single (1993, Outloud Records)
- Crystal / World Of Illusions 12" Vinyl single (1993, Where's the Party records)
- Flashback 12" Vinyl single (1994, Harthouse)
- Acid Vol. 3 10" Vinyl single (1994, Harthouse)
- Insect / Insect Bite 12" Vinyl single (1994, Harthouse)
- Re-Oscillation 12" Vinyl & CD single (1995, Harthouse)
- Insect Bite EP 12" Vinyl single (1995, Harthouse)
- Tribal Oscillation (Remixes) 12" Vinyl single (1995, Harthouse)
- Stratosfear Vinyl & CD single (1996, Blue Room Released)
- Life Is... Vinyl & CD single (1997, Blue Room Released)
- Too Pure Vinyl & CD single (1997, Blue Room Released)
- Forever E.P. 12" Vinyl single (1999, Matsuri Productions)
- A Major Problem In Australia EP Triple Vinyl & CD (2000, Liquid Audio Soundz / Global Trance Network)